# Rosalinda Serfaty
Rosalinda Serfaty (ur. 24 kwietnia 1965 w Buenos Aires) – wenezuelsko-argentyńska aktorka żydowskiego pochodzenia, grająca w telenowelach.

## Życiorys
Rosalinda urodziła się w Buenos Aires w rodzinie żydowskiej. Jej rodzicami byli Jaime Serfaty i Mina Rosenstock. Kiedy miała siedem lat jej rodzina przeniosła się z Argentyny do Caracas w Wenezueli. Ukończyła liceum Escuela de Danza Contemporanea de Caracas, potem studiowała na Universidad Católica Andrés Bello, na kierunkach artystycznych. Podczas studiów równolegle próbowała sił jako modelka.
W 1989 roku zadebiutowała jako aktorka w telenoweli Zemsta (La Revancha).

## Filmografia wybrana
- Zemsta (La Revancha) (1989)
- Niebezpieczna (Peligrosa) (1994)
- Luz Maria (Luz Maria) (1998)
- Niña de mis ojos, La (2001)
- Invasora, La (2003)
- Smak Twoich ust (Sabor a ti) (2004)
- Con toda el alma (2005)